# Йонатан Сакор
Йонатан Сакур (нід. Jonathan Sacoor, нар. 1 вересня 1999) — бельгійський легкоатлет, який спеціалізується в спринтерських дисциплінах, переможець та призер чемпіонатів світу та Європи серед дорослих та юніорів.
На чемпіонаті світу-2019 здобув «бронзу» в складі чоловічої естафетної команди 4×400 метрів.